# Francesco Carril
Francesco Carril (Madrid, 21 de mayo de 1986) es un actor español de cine, teatro y televisión. Es conocido por sus numerosos papeles protagónicos en películas independientes y, especialmente, por su interpretación en la serie Los años nuevos (2024).

## Biografía
Francesco Carril nació en Madrid el 21 de mayo de 1986. Finalizó sus estudios de Interpretación en la Real Escuela Superior de Arte Dramático y, posteriormente, continuó su formación en Brujas (Bélgica) estudiando la técnica Chéjov.
En 2007 fundó su propia compañía de teatro, conocida como Teatro-Saraband, con la que ha estrenado cuatro montajes en España y ha girado por algunos países de Europa. En 2008 comenzó a colaborar con el Odin Teatret, dirigido por Eugenio Barba. También ha formado parte de la Compañía Nacional de Teatro Clásico protagonizando tres de sus montajes. En 2017 dirigió Ana Karenina de León Tolstói y trabajó en el Teatro Español a las órdenes de Antonio Rojano en Furiosa Escandinavia. En 2018 estrenó en el Teatro Pavón dos funciones: El tratamiento escrito y dirigido por Pablo Remón y La valentía de Alfredo Sanzol. En 2021 protagonizó y dirigió El mal de la montaña para el Teatro Español. También encabezó el reparto de la obra El bar que se tragó a todos los españoles, por cuya interpretación ha sido cuatro veces nominado al mejor actor en diferentes premios de teatro. En 2023, volvió al Teatro Valle-Inclán, donde protagonizó, junto a Javier Cámara, Barbara Lennie y Nuria Mencía, la obra Los farsantes.
En el cine ha protagonizado Los ilusos (2012), Los exiliados románticos (2014), La reconquista (2016), La virgen de agosto (2018) y Tenéis que venir a verla (2022), todas dirigidas por Jonás Trueba. También ha participado en Morir (2016), de Fernando Franco García; Hacerse mayor y otros problemas (2018), de Clara Martínez Lázaro; Ramona (2022), de Andrea Bagney; Verano en rojo (2023) dirigida por Belén Macías; y Un amor (2023) de Isabel Coixet.
En televisión ha formado parte del elenco de las series como Amar es para siempre (2019), ByAnaMilán (2020), Luimelia (2021), Intimidad (2022) y Galgos (2024). Aunque su mayor reconocimiento en televisión le llegó con su papel protagónico en la serie romántico-dramática de 2024 Los años nuevos, dirigida y creada por Rodrigo Sorogoyen y coprotagonizada por Iria del Río.

## Filmografía
| Año  | Título                          | Personaje | Notas        |
| ---- | ------------------------------- | --------- | ------------ |
| 2012 | Los ilusos                      | León      |              |
| 2014 | Los exiliados románticos        | Francesco |              |
| 2016 | La reconquista                  | Olmo      |              |
| 2016 | Escala en Madrid                | Marc      | Cortometraje |
| 2017 | Morir                           | Enrico    |              |
| 2018 | Hacerse mayor y otros problemas | Gabriel   |              |
| 2018 | La virgen de agosto             | Francesco |              |
| 2022 | Tenéis que venir a verla        | Guillermo |              |
| 2022 | Ramona                          | Nico      |              |
| 2023 | Verano en rojo                  | Tomás     |              |
| 2023 | Un amor                         | Carlos    |              |
| 2024 | Volveréis                       | Amigo     |              |

| Año  | Título               | Personaje       | Notas                                 |
| ---- | -------------------- | --------------- | ------------------------------------- |
| 2019 | Paquita Salas        | Compañero Belén | Episodio: «B-Fashion»                 |
| 2019 | Amar es para siempre | Vicente Rivera  | 82 episodios (recurrente)             |
| 2020 | ByAnaMilán           | Lope            | 2 episodios                           |
| 2021 | Luimelia             | Fran Ledesma    | 4 episodios (recurrente; temporada 4) |
| 2022 | Intimidad            | Hugo            | Elenco principal; 8 episodios         |
| 2024 | Galgos               | Raúl Osorio     | 6 episodios (recurrente)              |
| 2024 | Los años nuevos      | Óscar           | Protagonista; 10 episodios            |

## Premios y candidaturas
| Año  | Categoría                             | Trabajo nominado | Resultado | Ref.  |
| ---- | ------------------------------------- | ---------------- | --------- | ----- |
| 2025 | Mejor actor protagonista de una serie | Los años nuevos  | Pendiente | [ 7 ] |